# Bugia d'encesa

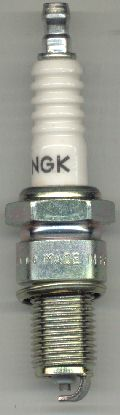
Una bugia

Una bugia d'encesa o simplement bugia és un dispositiu que produeix la ignició de la mescla de combustible i aire als cilindres, mitjançant una guspira, d'un motor de combustió interna. Les bugies tenen un elèctrode central aïllat que està connectat, per un cable completament aïllat, a una bobina d'encesa o un circuit magnètic a l'exterior, formant, amb una terminal de terra a la base de l'endoll, una espurna a l'interior del cilindre.
Les primeres patents de bugies foren la de Nikola Tesla, Richard Simms i Robert Bosch. Alguns historiadors han afirmat que Edmond Berger va inventar una primera bugia el 2 de febrer de 1839, i també s'atribueix la invenció a Karl Benz. Tanmateix, el que va fer possible el desenvolupament del motor de combustió interna va ser la invenció el 1902 per part de Gottlob Honold, enginyer de Robert Bosch, de la primera bugia d'alt voltatge comercialment viable com a part d'un sistema d'ignició magnètic.